# Hubblov čas
Hubblov čas [háblov čàs] je po Hubblovem zakonu obratna vrednost Hubblove konstante H0 (71 ± 4 km/s Mpc):
{\displaystyle \tau _{H}={\frac {1}{H_{0}}}\!\,.}
Hubblov čas je kozmološki čas od prapoka, če bi se Vesolje širilo s konstantno hitrostjo.
Hubblov čas je zgornja meja starosti Vesolja in znaša približno 4,346 · 1017 s ali približno 13,782 Glet. Hubblov čas je odvisen od kozmološkega modela Vesolja. Če je v Vesolju kritična gostota (Einstein-de Sittrov model), je njegova prava vrednost 2/3 Hubblovega časa zaradi vpliva gravitacije. Pred opazovanji Hubblovega vesoljskega daljnogleda so bile ocene za Hubblov čas od 10 do 20 milijard let.
Če privzamemo, da je Vesolje velik harmonični oscilator, je njegov nihajni čas:
{\displaystyle t_{0}={\frac {8\pi ^{2}c^{2}m_{e}}{h\omega _{1}}}\approx 2,471\cdot 10^{20}\;\mathrm {s} \!\,,}
kjer je:
{\displaystyle c\!\,} hitrost svetlobe,
{\displaystyle m_{e}} mirovna masa elektrona,
{\displaystyle h} Planckova konstanta in
{\displaystyle \omega _{1}=2\pi /\mathrm {s} } enotska krožna frekvenca.
Nekateri rečejo temu nihajnemu času tudi Hubblov čas, ki naj bi bila za nas enaka.
Najstarejše kroglaste zvezdne kopice naj bi bile stare približno 14 milijard let, čeprav najnovejše raziskave kažejo, da so stare le približno 10 do 13 milijard let.